# Reticulitermes arenicola
Reticulitermes arenicola – gatunek termitów z rodziny nosaczykowatych (Rhinotermitidae).
Formy uskrzydlone o ciele żółtawobrązowym do brązowego, długości 9 do 10 mm. Skrzydła białe lub zamglone, o długości ponad 6 mm przy szerokości poniżej 2 mm. Ciało żołnierzy długości od 4,6 do 4,9 mm, jasne, tylko głowa barwy żółtawobrązowej do brązowej. Głowa żołnierza półtora raza dłuższa, z gulą dwukrotnie szerszą z przodu niż z tyłu, wyposażona w krótkie, ciężkie, tępo zakończone żuwaczki.
Gatunek zaliczany do termitów podziemnych. Spotykany pod leżącym, rozkładającym się drewnem i wewnątrz niego. Zasiedla gleby piaszczyste i preferuje drewno spalone lub nadpalone. Występuje we wschodniej Nearktyce, od Illinois do Massachusetts.